# Діва-воїтелька
Діва-воїтелька, жінка-воїн — архетипічний образ, вигадана персонажка, що має королівську кров і володіє сильним характером; займається типово «чоловічою» справою, зазвичай війною (хоча подекуди й ремеслом). Антиподом діви-воїтельки є інша персонажка — безпорадна діва у біді.

## Характеристика
За середньовічною літературною традицією діва-воїтелька після втрати незайманості втрачала й бойову силу, перетворюючись на звичайну жінку. Тим не менш, умова дотримання цнотливості не обов'язково зустрічається в фольклорі. Так само не є обов'язковою належність до королівського роду, хоча в класичних прикладах виконуються обидві ці вимоги. У давніх легендах зустрічається мотив сватання до діви-воїтельки, яка погоджується на шлюб лише за умови, що майбутній чоловік переможе її в суто «чоловічих» бойових мистецтвах — при тому виявляючись настільки сильною, що наречений здатен перемогти її лише хитрістю.

## Виникнення
Загальноприйнятих гіпотез щодо історії виникнення даного жіночого образу, про його передумови та розвиток не існує. Зафіксовано кілька різних версій походження, а також точок зору про те, наскільки вагомою така концепція була взагалі.

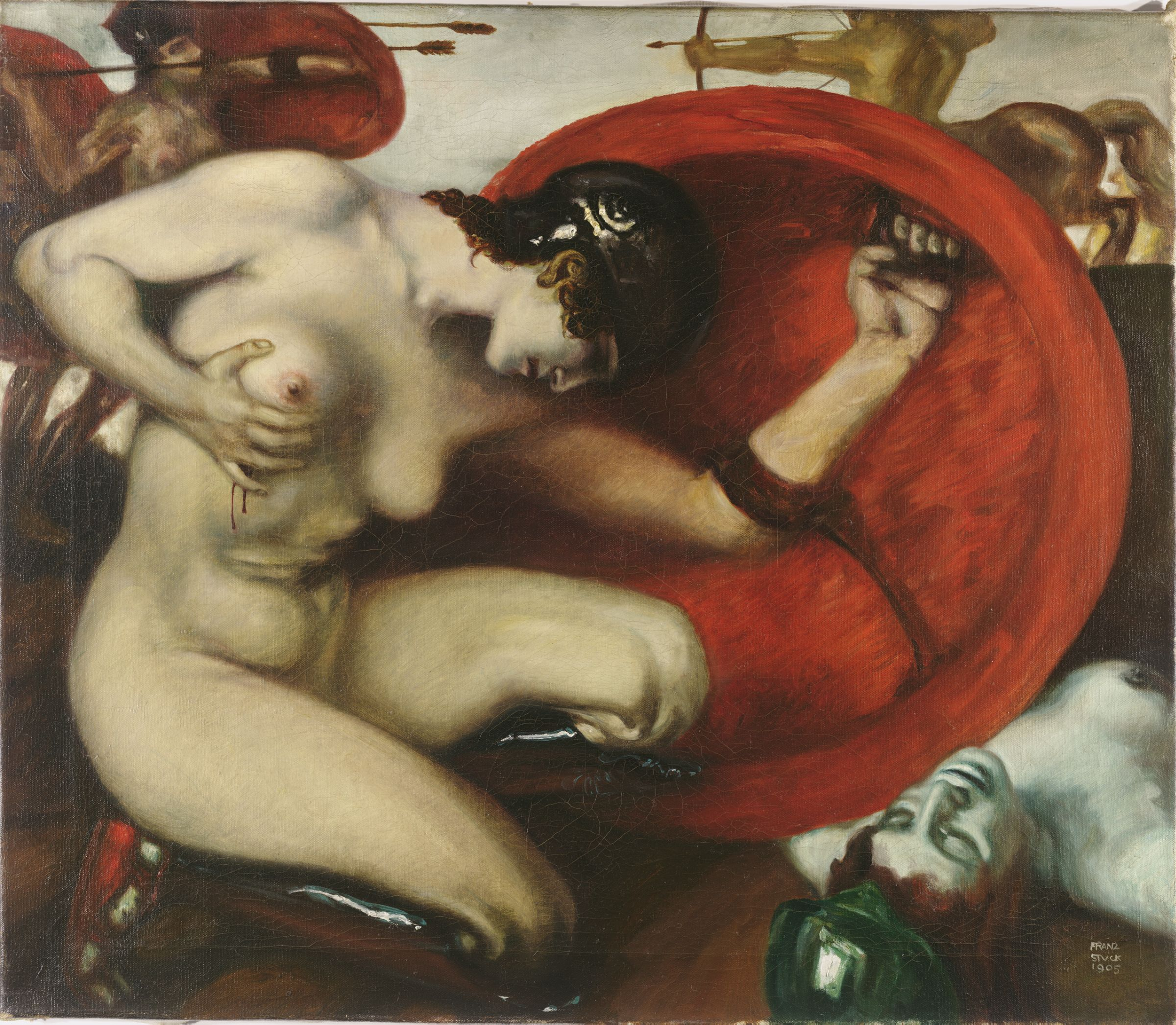
Франц фон Штук. Поранена амазонка

Наприклад, Пеґґі Сендей висуває ідею, що суспільства, в яких домінували ритуали поклоніння Природі, були гіноцентрованими, і що модель такого суспільства можна побачити в давньоскандинавському язичництві та північній віцці (природній магії), які отримали відображення в міфологічних образах північних дів-воїтельок, валькірій. Таким чином, подібні образи дів-воїтельок — пережиток релігійного культу, магічного обряду.
А Ігор Дьяконов при порівняльному аналізі «архаїчних міфів Сходу та Заходу» виділив серед жіночих міфологічних персонажів дві категорії: «Дів-воїтельок» та «матрон»-«матерів/дружин»; перша категорія стосується вікової групи дівчат, які супроводжують юнаків у «чоловічому домі» (ганіка в індоаріїв, гетери в греків тощо) і користуються сексуальною свободою, є пов'язаними з бойовими дружинами. Міфологічні втілення таких соціальних груп — індійські апсари, ірландські сестри Морріґан та інші персонажки, які забирають вбитих з поля бою. За цією версією, образ дів-воїтельок отримується шляхом спогаду про реальних бойових подруг, які супроводжували воїнів у походах.

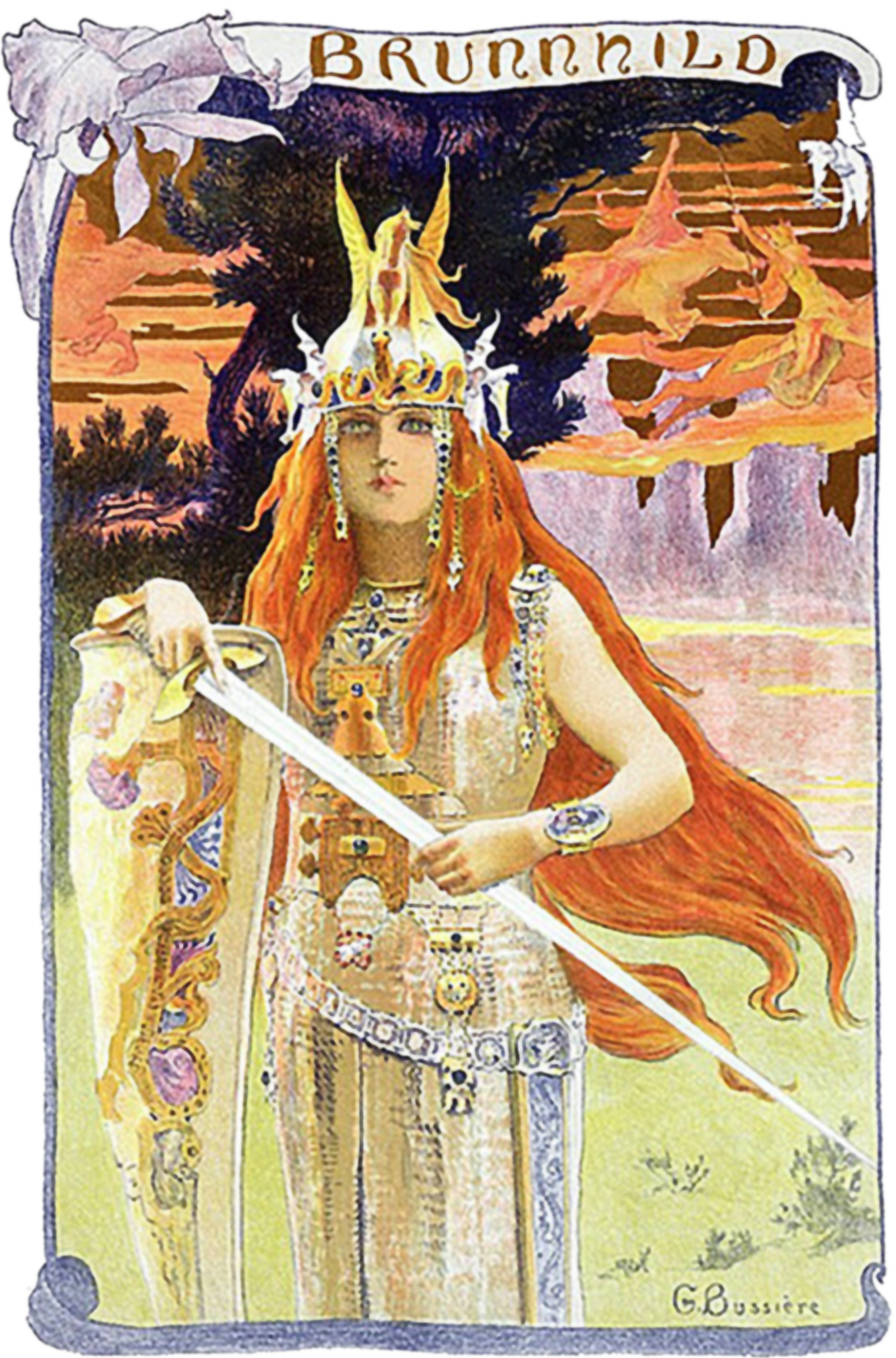
Брунгільд

В світовій літературі (переважно європейській) прослідковується чітка магістральна лінія спадковості подібного сюжету. Амазонки давньогрецьких міфів потрапляють до середньовічного лицарського роману, після чого архетип воскресає вже в ХХ столітті, коли суспільство потребує нового жіночого образу.
Існує відгалуження міфу, що характеризує окрему стадію. Саги про дів-воїтельок складають прикметну особливість середньовічної ісландської літератури. «Якщо в інших літературних традиціях епізодично зустрічаються образи норовливих принцес, яких приборкують наречені, то в ісландській словесності виникає особливий різновид жанру лицарської саги — оповіді про одноосібних володарок своїх країн, які взагалі не бажають чути про шлюб, адже одруження загрожує їм послабленням влади та втратою соціального статусу. Вони не лише категорично відмовляють нареченим, але й принижують їх вербальним та фізичним штибом. В лицарських сагах для таких героїнь особливе позначення — meykongr, „діва-володарка“, самі ж вони знаменно іменують себе „королем“ (kongr), але не „королевою“ (dróttning)».

### Сучасність
До масової культури стереотип воїтельки, що бере активну участь в сюжеті, як вважають, увійшов 1970-их у зв'язку зі сплеском феміністичного руху в західній цивілізації. Публіка почала втомлюватись від типової героїні — пасивної діви у біді, міцно пов'язаної з чоловіком-захисником. Цей штамп вийшов з моди, й творці нового образу знайшли натхнення в давньогрецькій міфології.
Стереотип діви-воїтельки зображає видатну та незалежну жінку, яка прагне досягти власних цілей та позиціонується як антипод типовим гендерним ролям, створеним в межах традиційної патріархальної соціальної моделі. Подібна персонажка фігурує в світах героїчного фентезі або в історичних романах на тему Середньовіччя — тобто в ситуаціях, де є очевидними її фізичні навички. Цей образ може ефективно використовуватися й у творах про сучасний світ, наприклад у фільмах в жанрі girls with guns. На відміну від інших жіночих активних образів — фатальної жінки або дівчини-шибайголови, діва-воїтелька продовжує займатися традиційно чоловічими справами, не втрачаючи жіночності, яка асоціюється зі цнотою. Крім того, в масовій культурі взагалі втрачається ідея середньовічного куртуазного кохання до подібної прекрасної принцеси.

## Історичні приклади

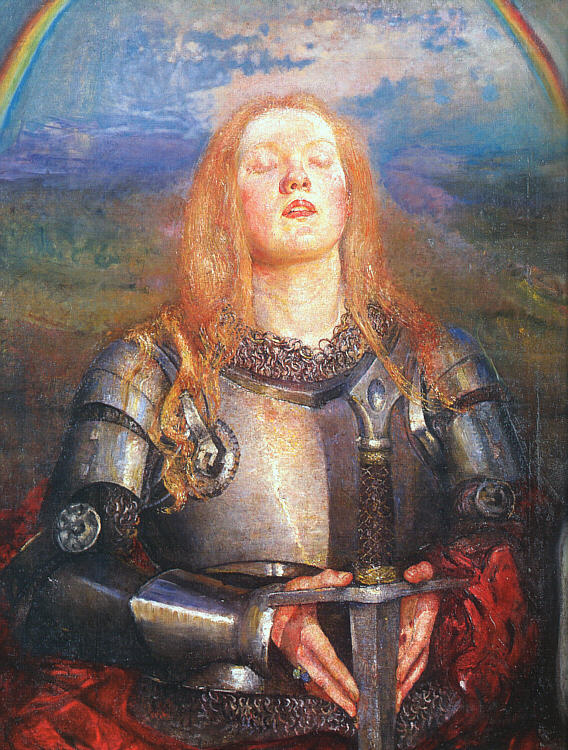
«Жанна д'Арк», картина Е. Л. Свіннертон

Де-факто в реальній історії приклади подібних персонажок є надзвичайно рідкісними. Хоча іноді дворянки супроводжували армію та можливо брали участь в суспільному житті, бій з його насиллям та фізичними навантаженнями вважався непристойною та невідповідною справою для жінок. Історичними прикладами-виключеннями з цього упередження щодо жінок є:
- китайська принцеса Пін'ян, зібрала й очолила власну армію під час повстання. Пізніше її батько став імператором Ґаоцзу.
- йонійська цариця Артемізія Карійська, супроводжувала Ксеркса в його поході та командувала в Саламінській битві п'ятьма власними суднами. Хоча реальність її подвигів піддається істориками сумнівам, тим не менш, вважається, що саме вона стала приводом до виголошення Ксерксом, що програв, фрази: «Мої чоловіки стали жінками, а жінки — чоловіками».
- спартанка Архідамія, билася з Пірром під час облоги Лакедемону на чолі загону своїх співвітчизниць.
- британська королева Боудіка.
- британська королева Ґвендолен.
- В'єтнамські воїтельки сестри Чинґ, які очолили національно-визвольну війну проти Ханського Китаю 39-43 рр.
- цариця Пальміри Зенобія (араб. Зейнеб), у 268—272 рр. воювала з Римом.
- Саджа́х бінт аль-Га́ріс — псевдопророчиця VII століття, військова очільниця аравійського племені Бану Тамім.[8][9][10]
- Етельфледа, дочка Альфреда Великого.
- цариця Кедару Забібе.
- цариця саків-масагетів Томіріс.
- аравійська цариця Шамсі.
- Жанна д'Арк та її легенда уособлюють приклад поєднання реальних передумов та архетипічних рис. Так, одна з версій приписує їй королівське походження.
- мусульманська принцеса Аміна, очільниця народу хауса XV століття в Нігерії.
- Катерина Сфорца очолювала оборону Форлі проти сил Чезаре Борджіа.
- Варвара Мотора - жінка-воїн, учасниця повстання Острянина, вправна лучниця, яка боронила Україну майже чотири століття потому.
- Мандугай Мудра, монгольська княжна, що перемогла в кількох битвах поспіль племена ойратів, ворогів свого малолітнього вихованця та майбутнього чоловіка Даян-хана.
- Малалай — народна героїня пуштунів, учасниця другої англо-афганської війни, учасниця битви при Майванді (1880 рік)[11][12]
- Олена Арзамаська — козачка, монахиня з селян, очолила великий загін втікачів та кріпаків Арзамаського уїзду під час селянської війни 1670—1671 рр.
- Надія Дурова — кавалерист-дівиця. На момент втечі до армії була у шлюбі, мала сина (у відповідності до архетипу, зазначені пункти зазвичай «зникають» при белетризації її образу).
- Марія Бочкарьова — одна з перших російських жінок-офіцерок, створила перший в історії російської армії жіночий батальйон. Як і Дурова, була одружена.
- Нґо Тхі Тует — бійчиня Народно-визвольної армії Південного В'єтнаму, у 17 років стала тричі героїнею руху Опору.

## У міфології

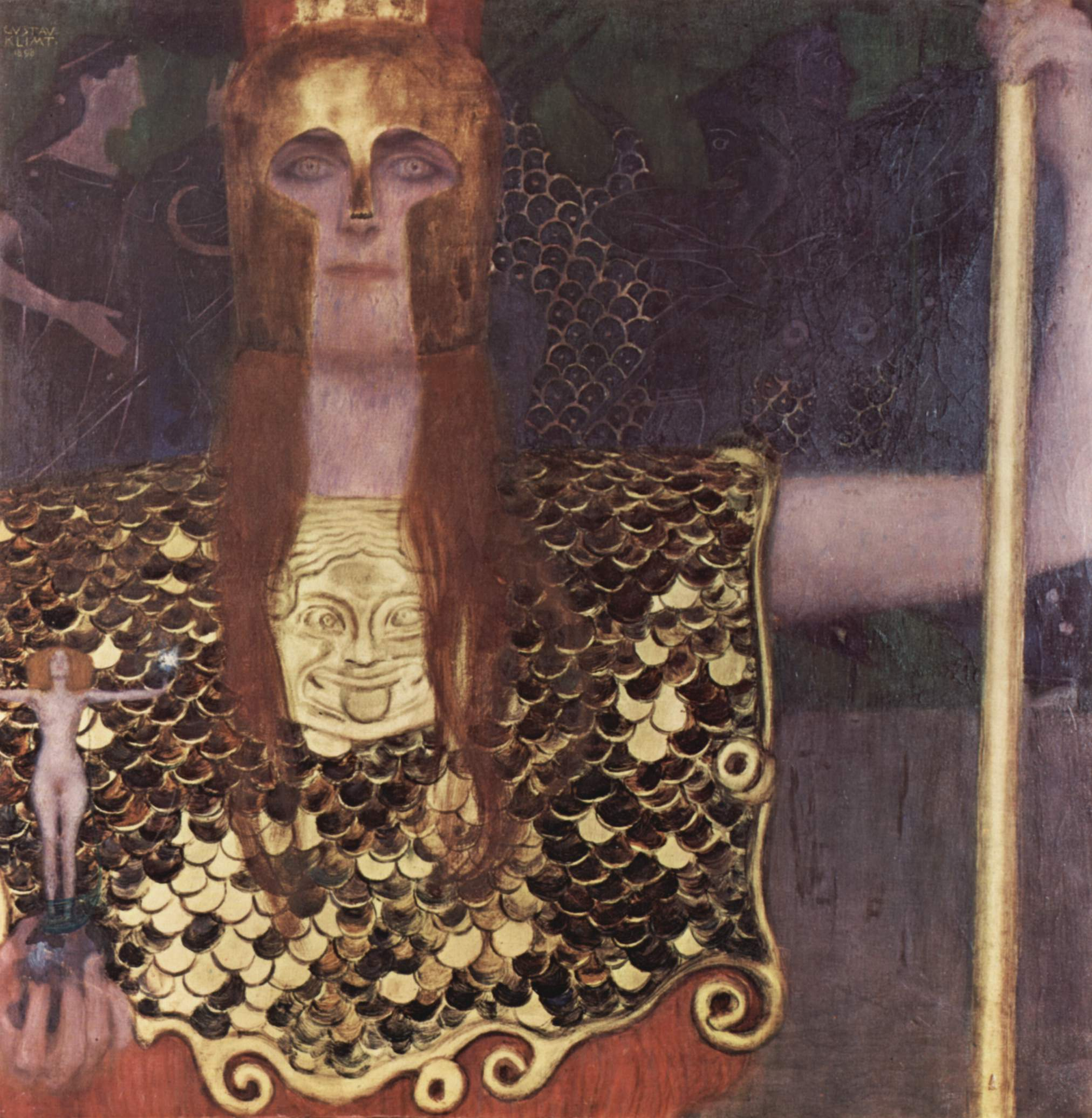
Густав Клімт, «Афіна Паллада»

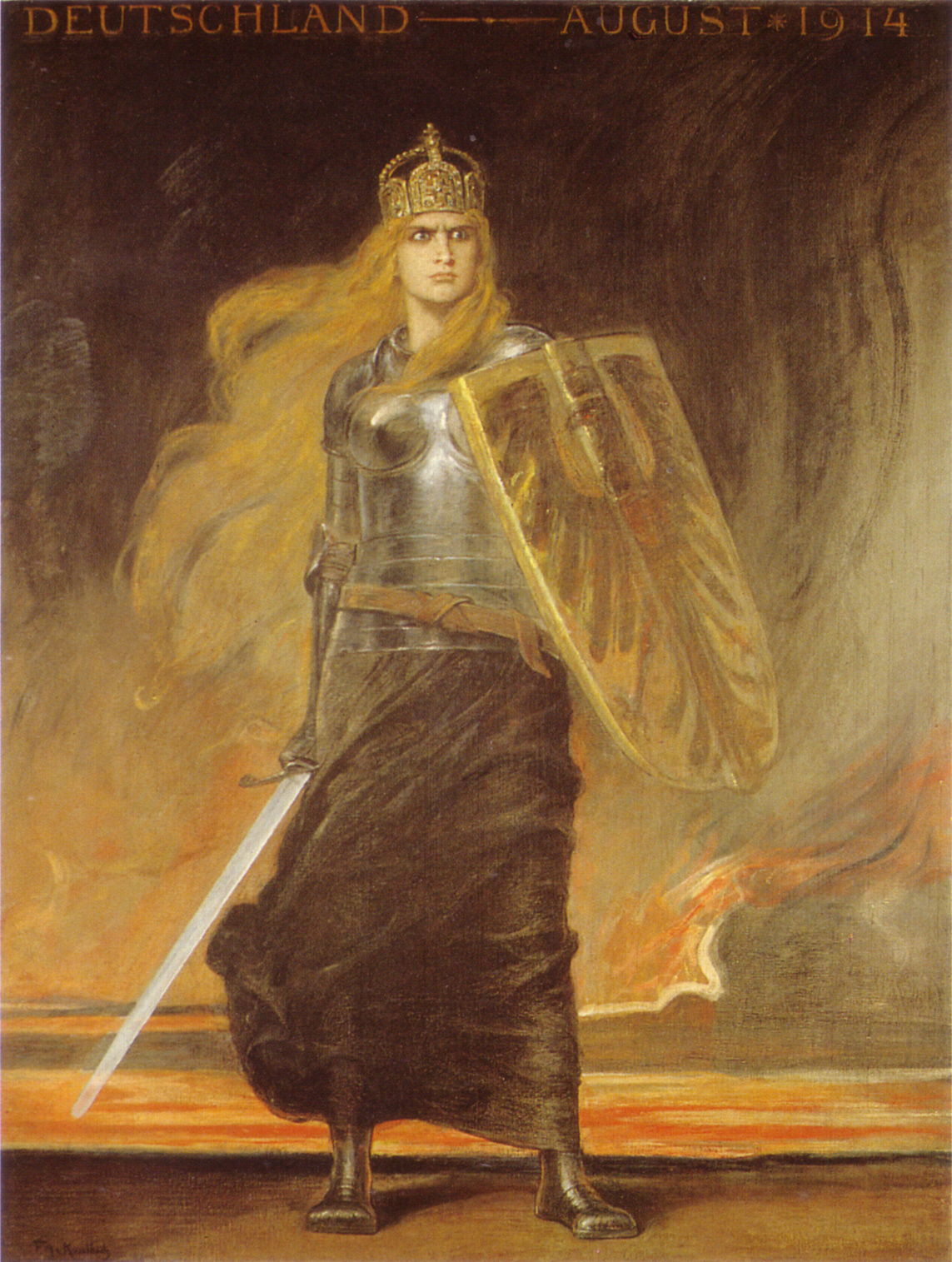
Фрідріх Август фон Каульбах. Алегоричне зображення Німеччини у вигляді діви-воїтельки, 1914.

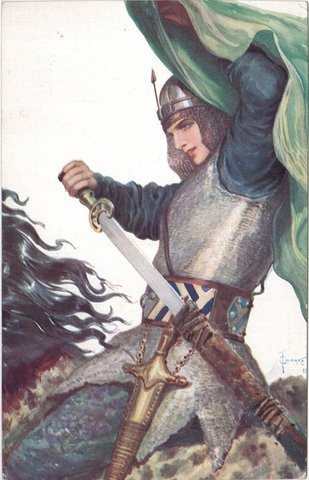
Руська богатирка Настасья Королевична (іл. Сергія Соломко)

### Богині-воїтельки
- Афіна (грецька); Мінерва, Беллона (дав.-рим.)
- Venus Victrix, Венера Переможна (дав.-рим.): Луцій Корнелій Сулла та Гай Юлій Цезар будували храми на честь Venus Victrix, наприклад, Храм Венери-Прародительки на честь перемоги у Фарсалі над Помпеєм.
- Інанна (шумер.); Іштар — один з епітетів — «Воїтелька»
- Анат (західносемт.)
- Аллат (давньоараб.)
- Бадб (ірл.)
- Маха (ірл.)
- Шавушка (шурріт.)
- Анаїта (давньоіран.)
- Дурґа (інд.)
- Фрейя (сканд.)
- Сехмет (єгипетс.)
- Морріган (ірл.)
- Еніо (грець.)
- Уперетат, дружина Вертраґни (іран.). Діва-воїтелька, була символом нагороди за хоробрість, нагороди героям, відправляла душі героїв до раю. Її зображали на коні.

### Групи божеств-воїтельок
- валькірії (сканд.)
- фраваші — (іран.), множ., міфічне втілення душі, жіночої статі, знаходяться на небі, закуті в металеві обладунки, вражають нечисту силу.
- амазонки — нація жінок-воїтельок.

### Звичайні люди
античність:
- Горга (дочка Ойнея)
- Аталанта
- Гарпаліка
- Камілла в «Енеїді».

руські богатирки:
- Степова королева-воїтелька Мар'я Морівна.
- Воїтельки-поліниці: Настасья Микулишна — дружина богатиря Добрині та Василиса Микулишна — дружина богатиря Дуная Івановича.
- Лата-горка, мати богатиря Сокольника від Іллі Муромця.

інші:
- Chitrāngadā, одна з дружин Арджуни («Магабгарата»), керує арміями батька.
- Gordafarie («Шах-наме»).
- Дейрдра (ірл.).
- Королева Корделія, донька короля Ліра, водила армії в бій;
- королева Гвендоліна, дружина Локріна, перемогла його в битві й стала королевою (Артуріана).
- Shieldmaid[en]
- Богатирка Фатіма Зат аль-Гімме (араб. «Життєпис доблесної Фатіми та оповідь про подвиги її славних пращурів»).
- Кирк киз («сорок дівчат») — в каракалпаків діви-воїтельки, героїні однойменного епосу. Живуть на острові громадою, очолювані мудрою та справедливою дівою Ґулаім та рятують каракалпаків від навали калмицького хана.
- Богатирки в якутських епічних міфах («Олонхо»), наприклад, Дьирибина Дьирилиатта.
- Очи-Бала (алтайський епос).
- Донька Дарґавсара (нартський епос)[13].

## У літературі та живописі
Дослідження зазначають, що зображення діви-воїтельки є наскрізним сюжетом і цей літературний та іконографічний образ є розповсюдженим в західній традиції, до того ж вона може бути і меланхолійною, і агресивною. В образотворчому мистецтві образ з'явився починаючи від античності й фігурував до кінця XIX століття, особливого розквіту набуваючи у XVI столітті в літературі та XVII столітті в живописі.

### Середньовіччя

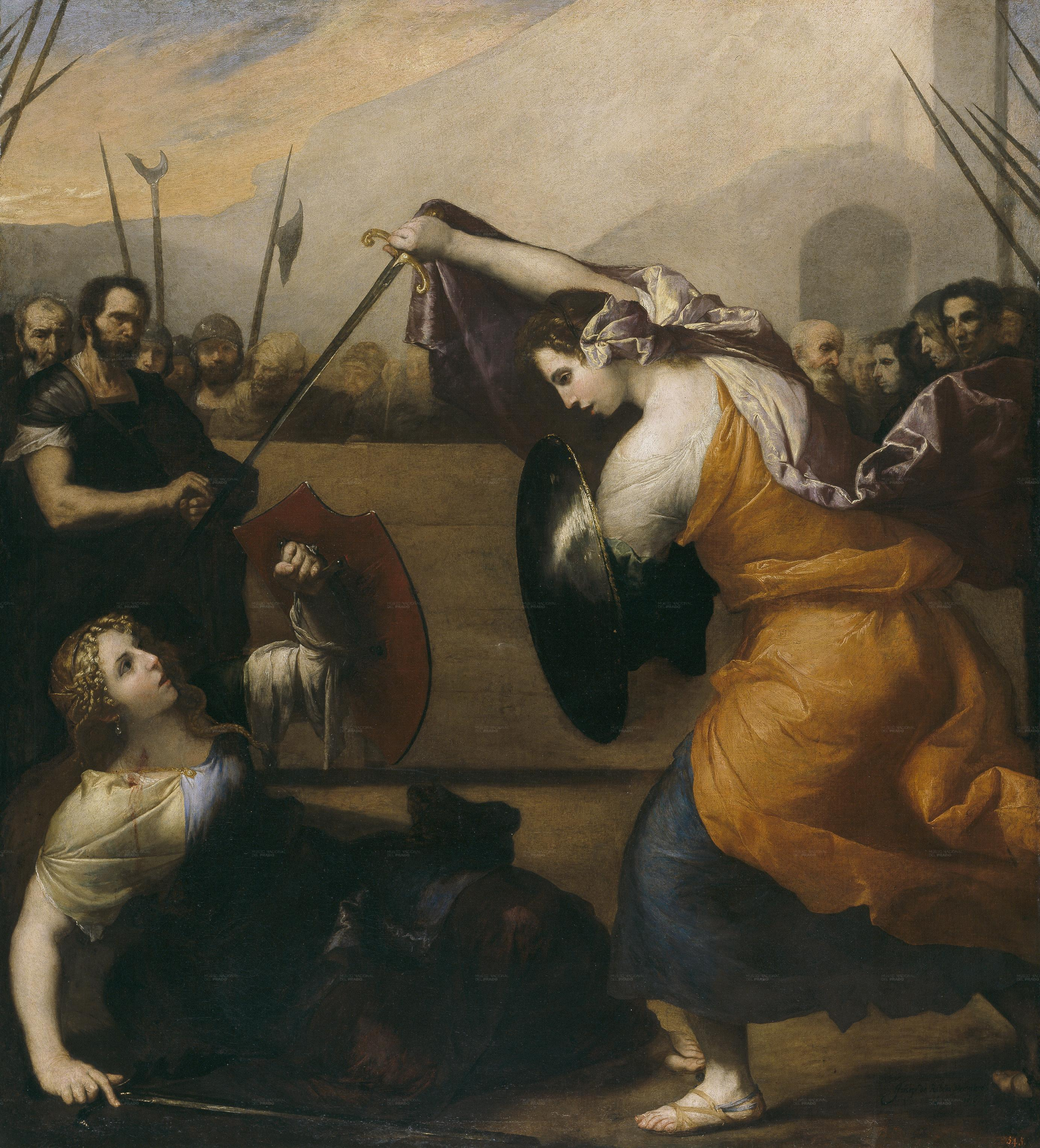
Хосе де Рібера. «Дуель жінок»

- Брунгільд — валькірія, персонажка «Пісні про Нібелунгів», заприсяглася вступити в шлюб лише за того, хто переможе її в битві.
- в лицарських романах:
  - Брадаманта — персонажка романів про Роланда.
  - («Звільнений Єрусалим», Торквато Тассо):
    - Ермінія
    - Глорінда — сарацинська воячка, перед самою смертю приймає християнство.
    - Марфіза — цариця Індії, заприсяглася не знімати обладунків, поки не переможе трьох могутніх царів — Ґрадасса, Аґрікана та Карла Великого.
    - Ґільдіппа, дружина Одоарда, разом з яким є доблесним та нерозлучним войовничим подружжям.
- в ісландських сагах[5]:
  - Флорентія — королева Індії, згодна на шлюб лише з тим, хто пройде випробування («Сага про Ґіббона»).
  - Марморія — королева Греції («Сага про Парталопа»).
  - Седентіана — героїня «Саги про Сіґурда Мовчазного».
  - Розамунда — героїня «Ле о Ланвале» («Пісня про Януале»).
  - Інґіґерд — королева, героїня «Саги про Сіґрґарда Сміливого».
  - Торнбйорґ — донька шведського короля, героїня «Саги про Грольва, сина Ґаутрека».
- Хуа Мулань — героїня китайської середньовічної літератури.

### Відродження
- Бельфебея та Брітомарта в «Королеві фей» Спенсера.

### Новий час
- Персонажка поеми Томмазо Ґроссі «Ломбардці в першому хрестовому поході» (XIX століття) та однойменної ліричної опери Джузеппе Верді за нею.
- Опера Ріхарда Ваґнера «Валькірія».

## Сучасна культура

### Науково-фантастична та фентезі-література
- Еовін у Толкіна.
- Кітіара Ут-Матар (Dragonlance).
- Трісс-воїтелька (Редволл).
- Джілсепоні, дівчина-воїтелька («Демон просинається», Роберт Сальваторе).
- Маґура (Перуниця) — «реконструйована» персонажка слов'янської міфології, вигадана ентузіастами слов'янської міфології на основі текстів Велесової книги. Слов'янський псевдо-аналог валькірій.
- Дара в романі «Берсерк» Ольги Григорьєвої.
- Еліна, графиня Айзендорґ в романі «Час меча» Юрія Нестеренко
- Цірі — Дитина Призначення в серії романів «Відьмак» Анджея Сапковського.
- Ар'я Дреттнінґ — персонажка трилогії «Спадщина». Дочка королеви ельфів Іміладріс, кур'єрка драконячого яйця;
- Іріалонна в Чорній Книзі Арди.
- Аннабет — донька Афіни Паллади в серії романів «Персі Джексон» Ріка Ріордана.
- Зима — головна героїня роману «Валькірія» Марії Семенової.
- Ніал — остання напівельфійка, драконяча вершниця, головна героїня трилогії «Хроніки світу, що сплив» Лічії Троісі.
- Дубе — розбійниця, член Гільдії вбивць, головна героїня трилогії «Війни світу, що сплив» Лічії Троісі.
- Адгара — головна героїня трилогії «Легенди світу, що сплив» Лічії Троісі.
- Макрі — напівлюдина, на чверть ельфиня, на чверть оркиня, чемпіонка серед гладіаторів, часто буває напарницею головного героя циклу «Фракс» Мартіна Скотта.
- Гонор Гаррінґтон — капітанка (надалі — адміралка) військово-космічного флоту Зіркового королівства Мантікора, головна героїня серії книг, написаних Девідом Вебером.
- Брієнна Тарт, Дейнеріс Таргарієн, Ар'я Старк — героїні серії романів «Пісня льоду та полум'я» Джорджа Мартіна.
- Келен Амнелл — головна героїня романів з циклу «Меч Істини» Террі Ґудкайнда.

### Кінематограф
- Ксена, принцеса-воїн, протагоністка однойменного телесеріалу.
- Принцеса-воїтелька — про двох сестер-принцес з планети Вулькара.
- Ґвіневера в фільмі «Король Артур» (2004). Образ навіяний Боудікою.
- Фантаґіро, Тосканська принцеса — персонажка серіалу «Печера золотої троянди» за мотивами італійської казки.
- Воррент-офіцерка Еллен Ріплі — головна героїня фільмів «Чужий».
- Лейтенантка Джордан О'Ніл — головна героїня фільму «Солдат Джейн».
- Баффі Саммерс — головна героїня телесеріалу Баффі — переможниця вампірів.

### Комікси, мультфільми, відеоігри
- Диво Жінка
- Жінка-Кішка
- Руда Соня
- Електра
- Гроза (Люди Ікс)
- Жінка-Галк
- Принцеса Зельда (The Legend of Zelda)
- Принцеса Кітана (Mortal Kombat)
- Лара Крофт
- Барбарелла
- Кров: Останній вампір
- Кім П'ять-з-плюсом
- Bloodrayne
- леді Арібет (Neverwinter Nights)
- Джунко «Джуні» Зейн (Freelancer)
- Зандра (Ронал-варвар)
- Мев-Пісня Тіней (Warcraft3)
- Сер Коутрен (Dragon Age: Origins)
- Принцеса Меріда (Хоробра серцем/Відважна)

### Аніме,манґа,ранобе
- Сейлор Мун — всі героїні.
- Клер, Мірія, Тереза та інші клеймори (Клеймор).
- Барса (Moribito — Guardian of the Spirit).
- Сейбер, Райдер, Кастер (Fate/Stay Night).
- Мотоко Кусанаґі (Ghost in the Shell).